# Roger Riera Canadell
Roger Riera Canadell (El Masnou, El Maresme, 17 de febrer de 1995), més conegut com a Roger Riera, és un futbolista català que com a defensa per l'Atlético Sanluqueño.

## Trajectòria
Riera, nascut al Masnou, és un defensa central format al planter del FC Barcelona, club al qual va arribar procedent del Gimnàstic Manresa. Va assolir grans èxits en la seva etapa juvenil, ja que Roger seria el capità del Barça que va aixecar la primera Youth League de la història blaugrana la temporada 13-14, en un equip en què coincidí amb Adama Traoré i Munir El Haddadi.
L'estiu de 2014, va abandonar el club blaugrana per signar pel Nottingham Forest Football Club per jugar al seu equip sub-21.
El gener de 2016, va tornar a Espanya per jugar durant temporada i mitja al Real Club Celta de Vigo "B" del Grup I de Segona Divisió B.
Més tard, jugaria durant dues temporades al Vila-real Club de Futbol B de Segona Divisió B. En les files del filial del Vila-real Club de Futbol disputaria els dos play-offs d'ascens a Segona Divisió durant les temporades 2017-18 i 2018-19, jugant la xifra de 63 partits de Lliga, i essent així el segon futbolista amb més minuts i partits disputats.
L'1 de juliol de 2019 va fitxar pel NAC Breda de l'Eerste Divisie per dues temporades amb opció a una tercera. Amb el conjunt neerlandès disputaria 28 partits i marcaria un gol en la segona divisió del futbol neerlandès fins al mes de març de 2020, en el qual el NAC Breda ocupava llocs de play-offs d'ascens a Eredivisie, però després de la cancel·lació de l'Eerste Divisie per la COVID-19 no podrien lluitar per ascendir de categoria.
Després d'iniciar el curs 2020-21 als Països Baixos, el 28 de gener de 2021 va tornar al FC Barcelona per jugar al filial fins a final de temporada.
El 20 de juliol de 2021, Riera va signar amb el FC Andorra després de l'expiració del seu contracte amb el Barcelona. Va ser una opció alternativa durant la temporada 2021–22 a Primera Divisió RFEF, en la qual l'equip va aconseguir el primer ascens a la Segona Divisió, però va rescindir el seu contracte l'1 de setembre de 2022.
El 6 de setembre de 2022, Riera es va incorporar al club de Segona Federació Hèrcules CF amb un contracte d'un any amb opció per un any més.
El 30 d'agost de 2024, Riera va signar amb l'Atlético Sanluqueño de tercera divisió.

## Palmarès
FC Barcelona
- Lliga Juvenil de la UEFA: 2013–14[12]